# Deutsche Straßen-Radmeisterschaften 2015

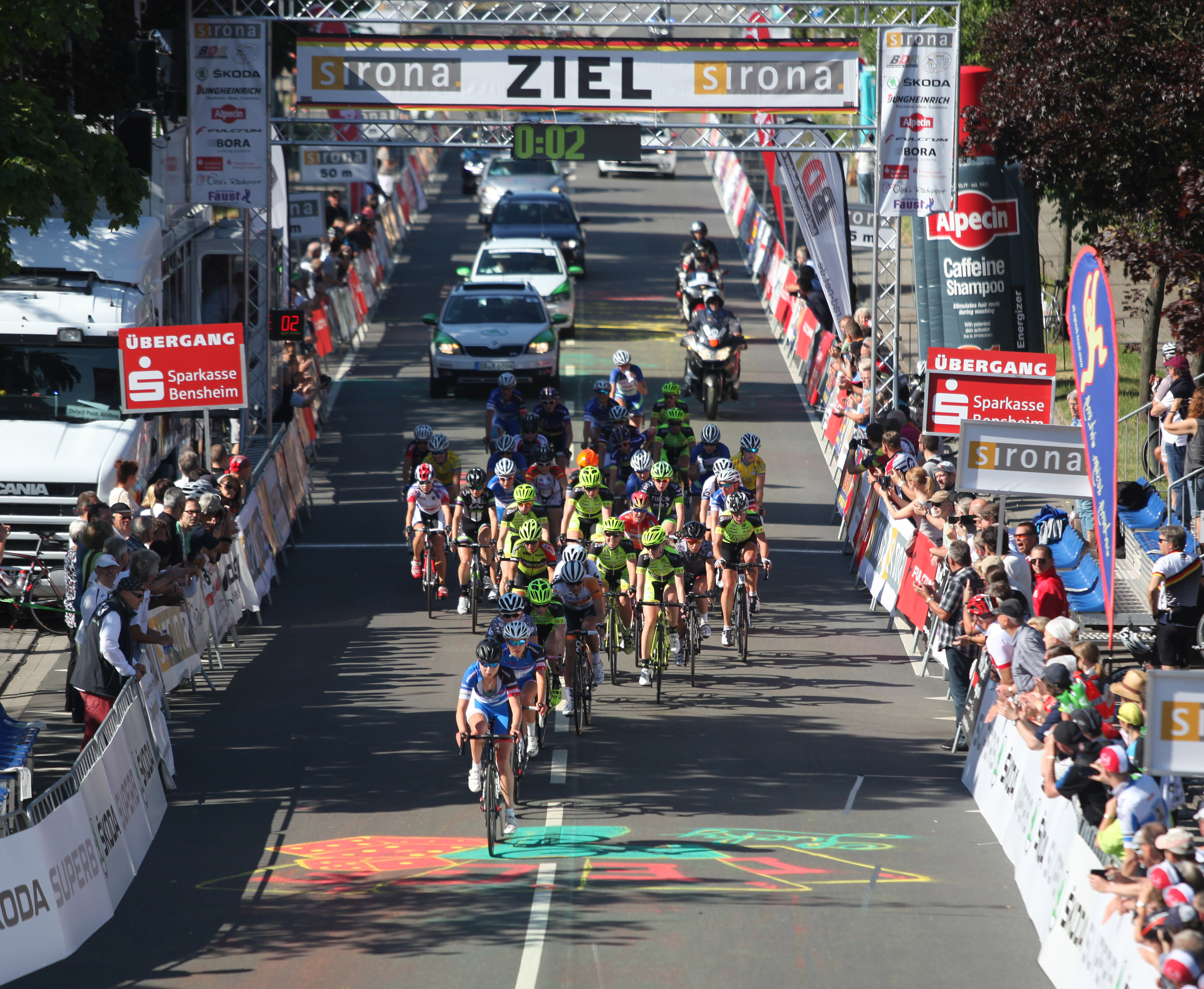
Start des Frauenrennens bei den Meisterschaften

Die Deutschen Straßen-Radmeisterschaften 2015 fanden vom 26. bis 28. Juni 2015 im hessischen Bensheim statt. Die Meisterschaft im Mannschaftszeitfahren der Männer (Elite) wurden am 30. August 2015 in Genthin (Sachsen-Anhalt) ausgefahren.
Der 26 Kilometer lange Rundkurs führte von der Bensheimer Weststadthalle am Berliner Ring (Start und Ziel) über Auerbach, Hochstädten, Balkhausen auf die Kuralpe, Staffel, Beedenkirchen, Reichenbach, Elmshausen, Wilmshausen und Schönberg. Die Elite der Männer befuhr den Kurs achtmal, die Frauen viermal. Dabei waren in jeder Runde jeweils 310 Höhenmeter zu bewältigen. Der höchste Punkt der Strecke war die Kuralpe mit 410 m ü. NHN, ein Pass der L 3101 am Fuß des 514 Meter hohen Felsbergs. Das Einzelzeitfahren startete in Einhausen und endete auch dort; eine Runde war 15 Kilometer lang.
Rund 20 000 Zuschauer verfolgten das Straßenrennen der Männer an der Strecke.
Leiter des Orga-Teams war der frühere Radsportler Algis Oleknavicius, dessen Event GmbH die Meisterschaften gemeinsam mit der Radsportabteilung der SSG Bensheim und dem RV Einhausen ausrichtete.
Das Straßenrennen, bei dem der deutsche Meister in der Klasse U23 ermittelt wurde, fand eine Woche später, am 5. Juli 2015, in Bruchsal statt. Eine Runde war 14 Kilometer lang und sollte ursprünglich von den Fahrern 13-mal befahren werden, wegen großer Hitze wurde sie aber auf elf Runden verkürzt.

## Straßenrennen

### Frauen
| Platz | Athletin            | Zeit       |
| ----- | ------------------- | ---------- |
| 1     | Trixi Worrack       | 2:47:34 h  |
| 2     | Claudia Lichtenberg | + 0:14 min |
| 3     | Lisa Brennauer      | + 2:23 min |
| 4     | Stephanie Pohl      | gl. Zeit   |
| 5     | Charlotte Becker    | gl. Zeit   |
| 6     | Melanie Hessling    | gl. Zeit   |
| 7     | Ariane Horbach      | gl. Zeit   |
| 8     | Romy Kasper         | gl. Zeit   |
| 9     | Lisa Klein          | gl. Zeit   |
| 10    | Beate Zanner        | gl. Zeit   |

Länge: 102,4 km

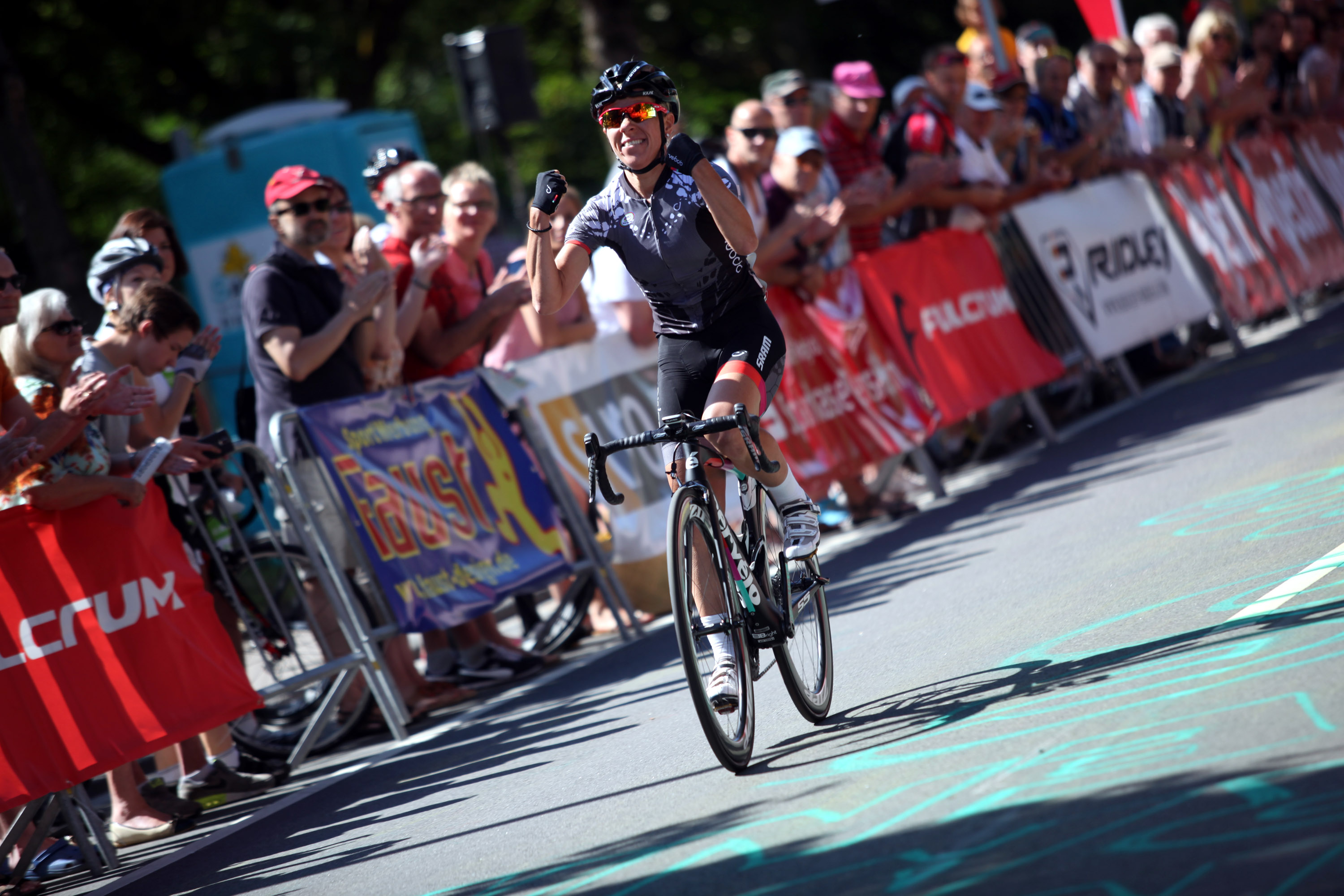
Trixi Worrack gewann das Straßenrennen der Frauen.

Start: Sonntag, 28. Juni, 8:00 Uhr MESZ

Strecke: Bensheim–Bensheim, 4 Runden

Durchschnittsgeschwindigkeit der Siegerin: 36,67 km/h
Es kamen 26 Athletinnen ins Ziel.

### Männer
| Platz | Athlet              | Zeit       |
| ----- | ------------------- | ---------- |
| 1     | Emanuel Buchmann    | 4:55:22 h  |
| 2     | Nikias Arndt        | gl. Zeit   |
| 3     | Marcus Burghardt    | + 0:07 min |
| 4     | Fabian Wegmann      | + 0:10 min |
| 5     | Andreas Schillinger | gl. Zeit   |
| 6     | Christian Knees     | gl. Zeit   |
| 7     | Florian Bissinger   | gl. Zeit   |
| 8     | Marcel Fischer      | gl. Zeit   |
| 9     | Marcel Meisen       | + 0:13 min |
| 10    | Linus Gerdemann     | gl. Zeit   |

Länge: 204,8 km

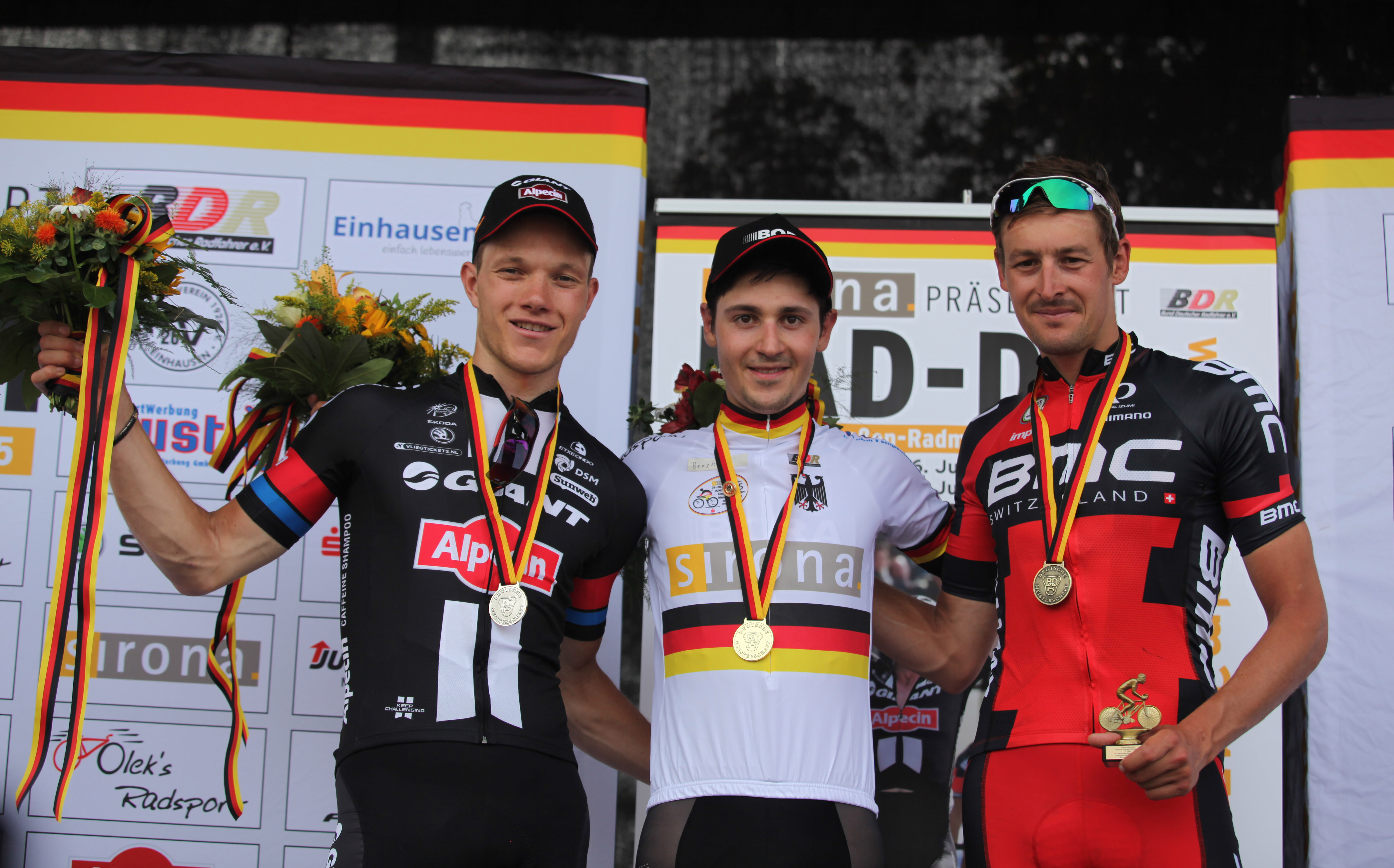
Emanuel Buchmann (M.) mit Nikias Arndt (l.) und Marcus Burghardt bei der Siegerehrung.

Start: Sonntag, 28. Juni, 11:00 Uhr MESZ

Strecke: Bensheim–Bensheim, 8 Runden

Durchschnittsgeschwindigkeit des Siegers: 41,60 km/h
Es starteten 189 Fahrer, von denen 71 ins Ziel kamen.
Das Rennen, das von zahlreichen Fluchtgruppen geprägt war, gewann Emanuel Buchmann nach einer Solo-Attacke wenige Kilometer vor dem Ziel vor Nikias Arndt, der erst bei der Zieldurchfahrt wieder Buchmanns Hinterrad erreichen konnte, und Marcus Burghardt.

### Männer U23

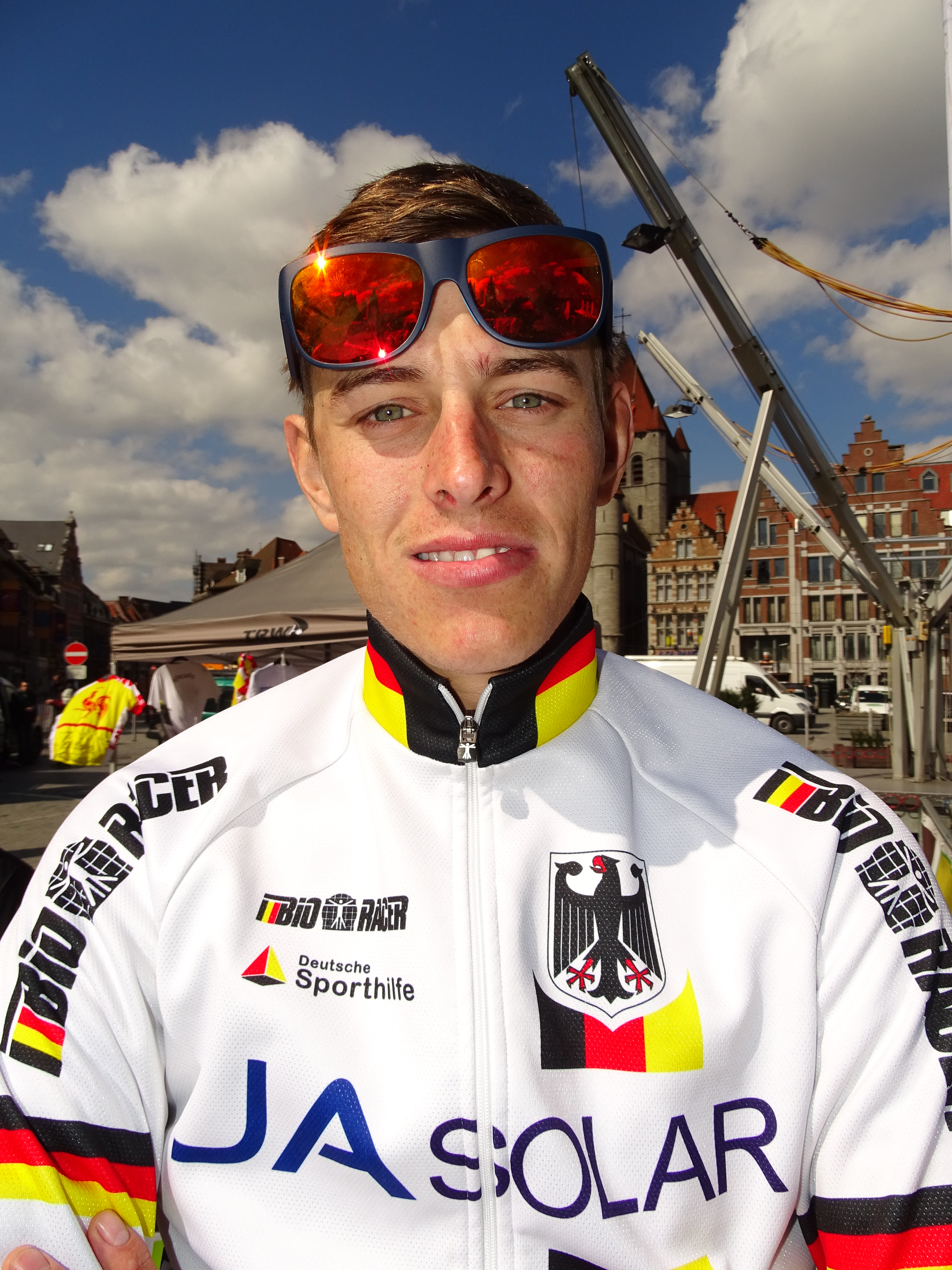
Nils Politt (2015)

| Platz | Athlet           | Zeit        |
| ----- | ---------------- | ----------- |
| 1     | Nils Politt      | 3:51:22 h   |
| 2     | Moritz Backofen  | + 1:08 min. |
| 3     | Nico Denz        | + 1:13 min. |
| 4     | Jonas Koch       | gl. Zeit    |
| 5     | Tobias Knaup     | + 1:54      |
| 6     | Jonas Tenbruck   | gl. Zeit    |
| 7     | Jonas Knaup      | gl. Zeit    |
| 8     | Sven Reutter     | gl. Zeit    |
| 9     | Fabian Schormair | + 3:26 min  |
| 10    | Jan Tschernoster | + 3:39 min  |

Länge: 154 km (Die Strecke wurden wegen großer Hitze kurzfristig von 182 auf 154 Kilometer verkürzt.)

Start: Sonntag, 5. Juli, 11:30 Uhr MESZ

Strecke: Bruchsal 11 Runden à 13 Kilometer

Durchschnittsgeschwindigkeit des Siegers: 39,94 km/h
Es starteten 106 Fahrer, von denen 39 Ziel ins Ziel kamen.

## Einzelzeitfahren

### Frauen
| Platz | Athletin          | Zeit          |
| ----- | ----------------- | ------------- |
| 1     | Mieke Kröger      | 40:31,10 min  |
| 2     | Lisa Brennauer    | + 0:17,29 min |
| 3     | Trixi Worrack     | + 0:57,17 min |
| 4     | Hanka Kupfernagel | + 1:09,21 min |
| 5     | Stephanie Pohl    | + 1:28,04 min |
| 6     | Charlotte Becker  | + 2:09,49 min |
| 7     | Adelheid Schütz   | + 2:30,75 min |
| 8     | Corinna Lechner   | + 2:47,26 min |
| 9     | Gudrun Stock      | + 2:57,95 min |
| 10    | Elena Büchner     | + 3:42,88 min |

Länge: 30 km

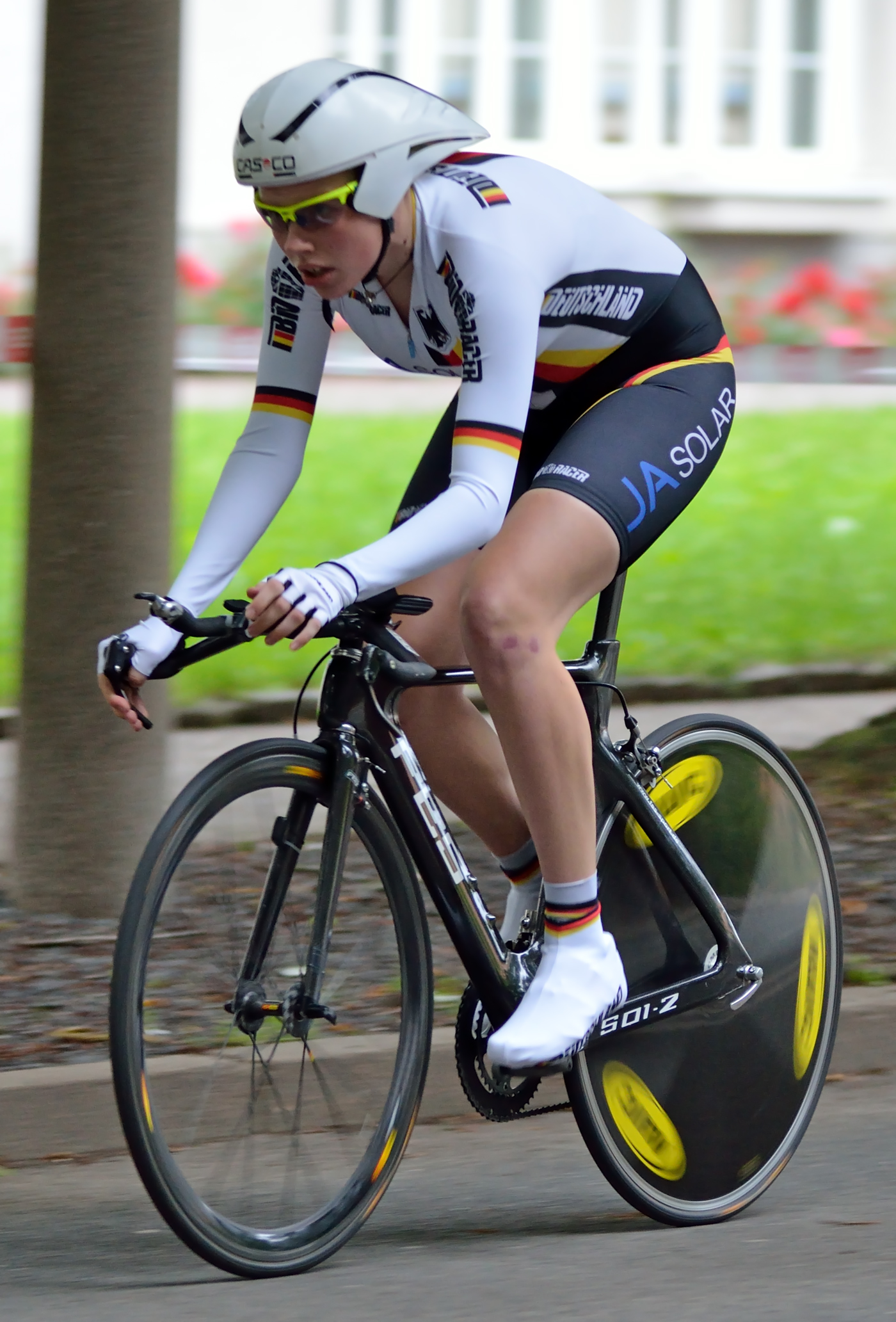
Mieke Kröger (hier 2012) gewann den EZF-Titel bei den Frauen.

Start: Freitag, 26. Juni, 18:00 Uhr MESZ

Strecke: Einhausen–Einhausen, 2 Runden

Durchschnittsgeschwindigkeit der Siegerin: 45,42 km/h
Es kamen 56 Athletinnen ins Ziel.

### Männer
| Platz | Athlet                | Zeit          |
| ----- | --------------------- | ------------- |
| 1     | Tony Martin           | 52:10,83 min  |
| 2     | Nikias Arndt          | + 2:10,07 min |
| 3     | Stefan Schumacher     | + 2:57,80 min |
| 4     | Lars Teutenberg       | + 3:04,00 min |
| 5     | Christian Knees       | + 3:05,38 min |
| 6     | Daniel Westmattelmann | + 3:20,49 min |
| 7     | Patrick Gretsch       | + 3:23,51 min |
| 8     | Jasha Sütterlin       | + 3:57,64 min |
| 9     | Richard Stockhausen   | + 4:32,37 min |
| 10    | Nico Heßlich          | + 5:05,05 min |

Länge: 45 km

Start: Freitag, 26. Juni, 16:00 Uhr MESZ

Strecke: Einhausen–Einhausen, 3 Runden

Durchschnittsgeschwindigkeit des Siegers: 51,74 km/h
Es kamen 29 Athleten ins Ziel.

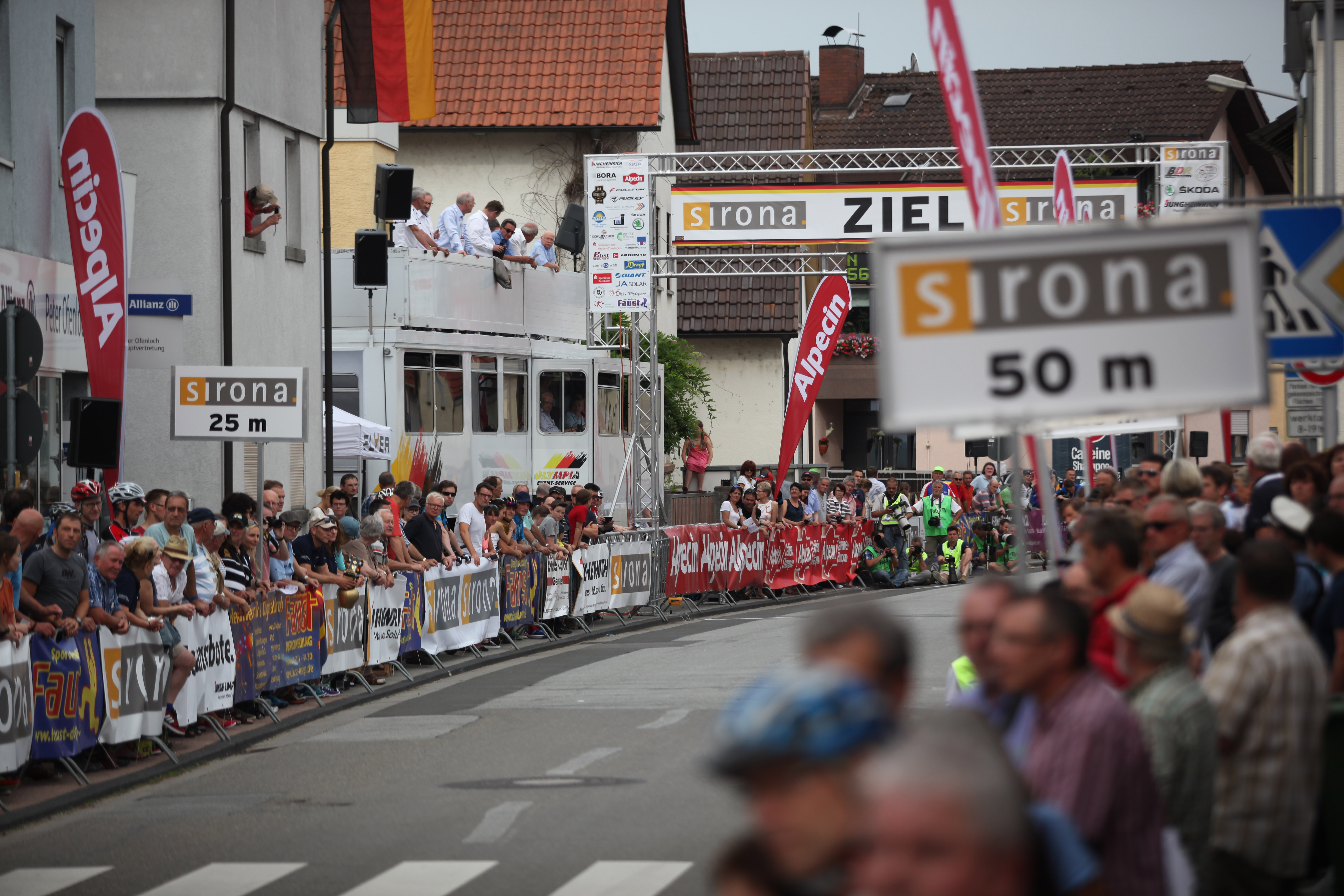
Das Ziel in Einhausen
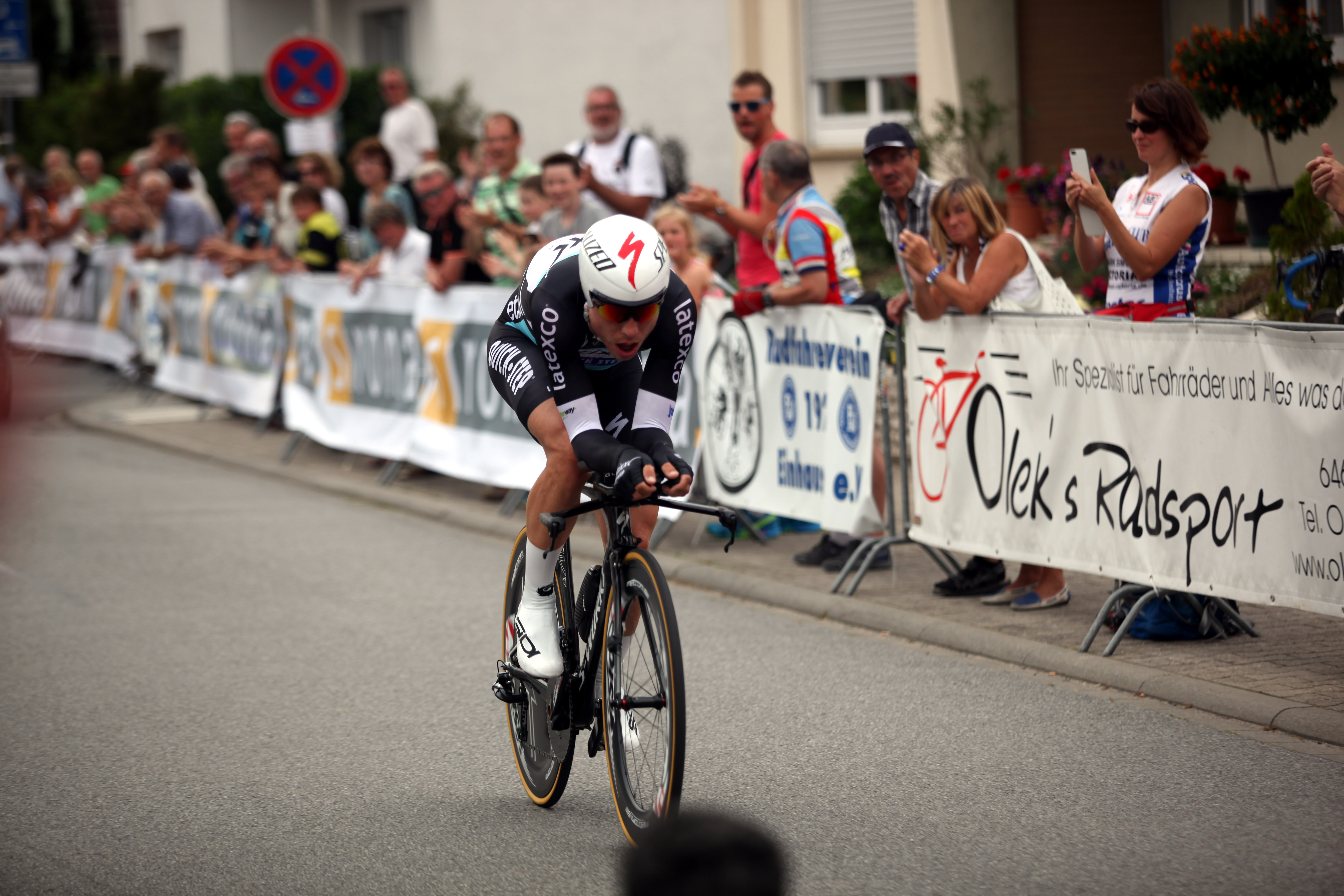
Der Sieger Tony Martin
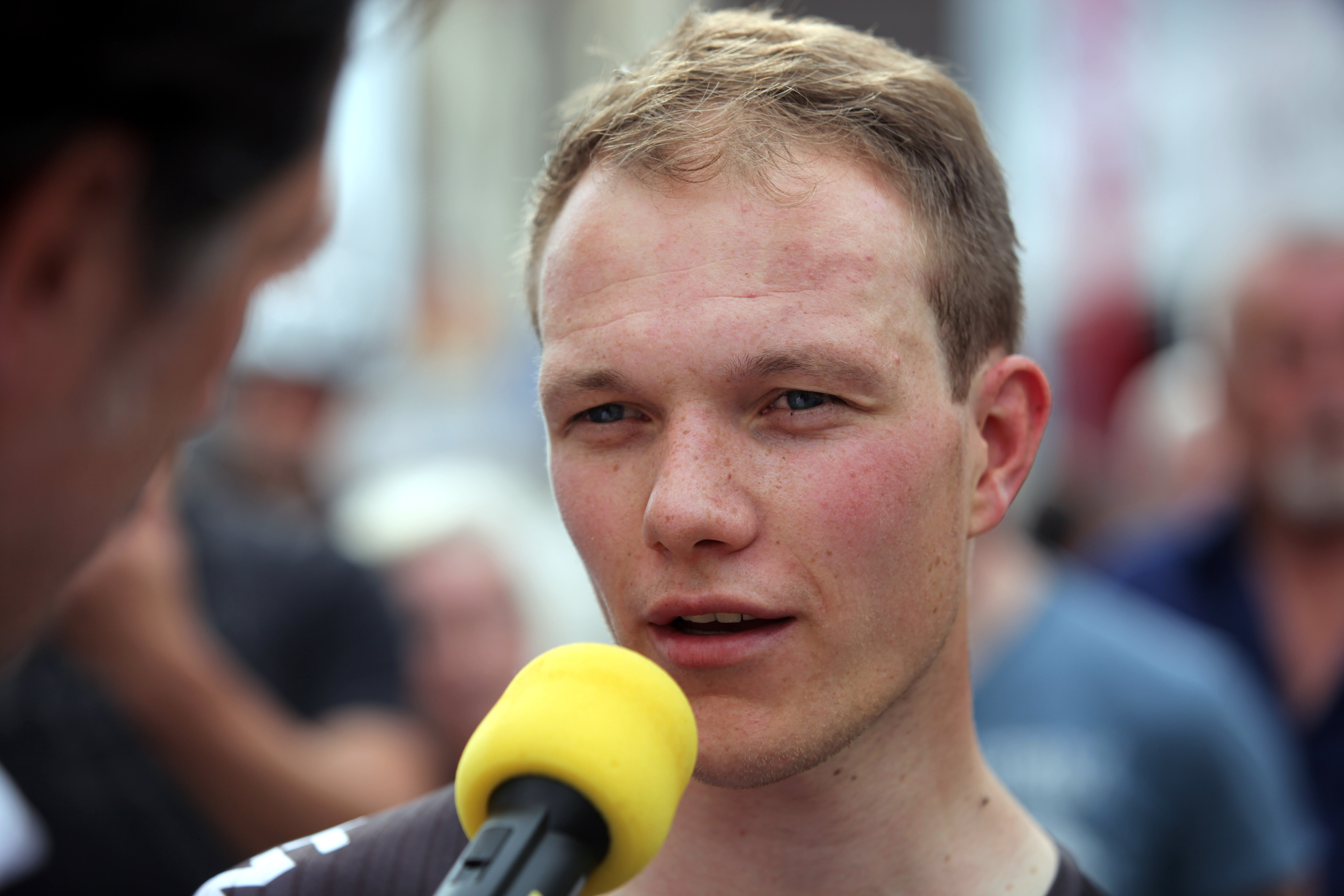
Nikias Arndt wurde Zweiter
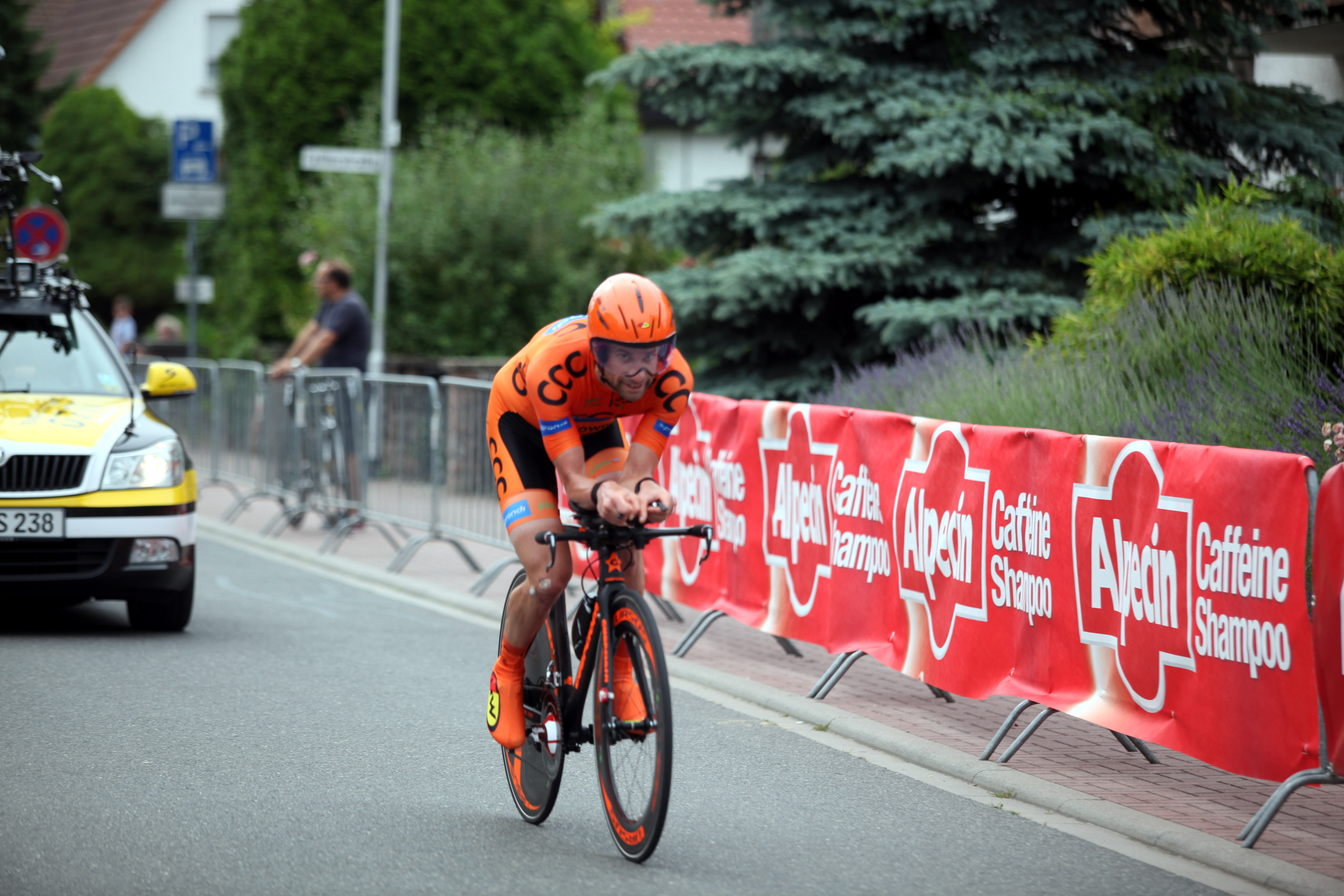
Stefan Schumacher belegte Platz drei

### Männer U23
| Platz | Athlet            | Zeit          |
| ----- | ----------------- | ------------- |
| 1     | Lennard Kämna     | 35:37,86 min  |
| 2     | Nils Politt       | + 0:06,90 min |
| 3     | Nils Schomber     | + 0:49,08 min |
| 4     | Domenic Weinstein | + 0:54,39 min |
| 5     | Julian Braun      | + 1:05,65 min |
| 6     | Jonas Bokeloh     | + 1:17,03 min |
| 7     | Nico Denz         | + 1:21,26 min |
| 8     | Leon Rohde        | + 1:25,37 min |
| 9     | Jan Tschernoster  | + 1:41,42 min |
| 10    | Jonas Tenbrock    | + 1:44,38 min |

Länge: 30 km

Start: Freitag, 26. Juni, 12:00 Uhr MESZ

Strecke: Einhausen–Einhausen, 2 Runden

Durchschnittsgeschwindigkeit des Siegers: 50,52 km/h
Es kamen 80 Athleten ins Ziel.

## Mannschaftszeitfahren
Die erstmals ausgetragene Meisterschaft im Sechser-Mannschaftszeitfahren der Männer (Elite) wurde am 30. August 2015 in Genthin (Sachsen-Anhalt) im Rahmen der Rad-Bundesliga ausgefahren. Ausrichter war der Genthiner RC 66 e. V.

| Platz | Team              | Athleten                                                                                                | Zeit (h)  |
| ----- | ----------------- | --- | --------- |
| 1     | rad-net Rose Team | Joshua Stritzinger/Domenic Weinstein/Kersten Thiele/ Theo Reinhardt/Nils Schomber/Marco Mathis          | 54:58 min |
| 2     | Team Kuota-Lotto  | Joshua Huppertz/Lukas Löer/Frederik Dombrowski/ Max Walscheid/Richard Weinzheimer/Daniel Westmattelmann | + 8 s     |
| 3     | Team Stölting     | Nils Politt/Jonas Tenbrock/Moritz Backofen/ Ole Quast/Manuel Porzner/Sven Reutter                       | + 37 s    |

Länge: 50 km

Start: Sonntag, 30. August

Strecke: Genthin–Genthin, 2 Runden

Durchschnittsgeschwindigkeit der Sieger: 54,58 km/h
Es waren 13 Teams am Start, die alle das Ziel erreichten.